# Łada (wieś)
Łada – wieś w Polsce, położona w województwie lubelskim, w powiecie janowskim, w gminie Chrzanów.
W latach 1954-1961 wieś należała i była siedzibą władz gromady Łada, po jej zniesieniu w gromadzie Chrzanów. W latach 1975–1998 miejscowość administracyjnie należała do województwa tarnobrzeskiego. Według Narodowego Spisu Powszechnego (III 2011 r.) liczyła 517 mieszkańców i była trzecią co do wielkości miejscowością gminy Chrzanów.
Wierni Kościoła rzymskokatolickiego należą do parafii Parafia św. Bartłomieja w Goraju.

## Historia
Pierwsze wzmianki na temat miejscowości pochodzą z 1245 roku i dotyczą najazdu księcia Wasylka. W XIV wieku była wsią królewską i trafiła w 1377 r. w ręce Dymitra z Goraja. Po jego śmierci odziedziczyli ją jego bratankowie. Następnie właścicielem wsi był w 1508 r. Mikołaj Firlej, wojewoda lubelski. W 1517 r. Ładę kupił Wiktoryn Sienieński, który darował ją rodowi Górków. Od ich spadkobierców, pod koniec XVI w., miejscowość nabył Jan Zamojski i włączył ją kilka lat później do ordynacji (1601 r.). W połowie XVII w. we wsi był staw z młynem, sad oraz karczma z browarkiem. Ze względu na swe położenie Łada odgrywała rolę rzemieślniczego i usługowego zaplecza wobec Goraja. Pod koniec XVIII w. we wsi znajdował się folwark, 3 karczmy i browar. W okresie wojen napoleońskich, wskutek przechodów i kwaterunków wojsk, klęsk naturalnych, nieurodzaju i chorób nastąpił spadek ludności (było 15 pustek) i inwentarza (50–90%). W XIX w. z sąsiedniego Malinia napłynęli unici (ludność ruska była obecna także wcześniej). Według danych statystycznych z 1921 r. Łada liczyła 116 domów i 702 osoby. W okresie międzywojennym
powstała szkoła powszechna oraz działało Koło Młodzieży Wiejskiej Siew. Podczas II wojny światowej, 24 maja 1944 r., miał miejsce nalot lotnictwa niemieckiego. Pożar wywołany bombardowaniem strawił 73 gospodarstwa. W 1946 r. powstała straż pożarna.